# Alvania carpenteri
Alvania carpenteri är en snäckart som först beskrevs av Weinkauff 1885.  Alvania carpenteri ingår i släktet Alvania och familjen Rissoidae. Inga underarter finns listade i Catalogue of Life.